# Isaak Fröreisen

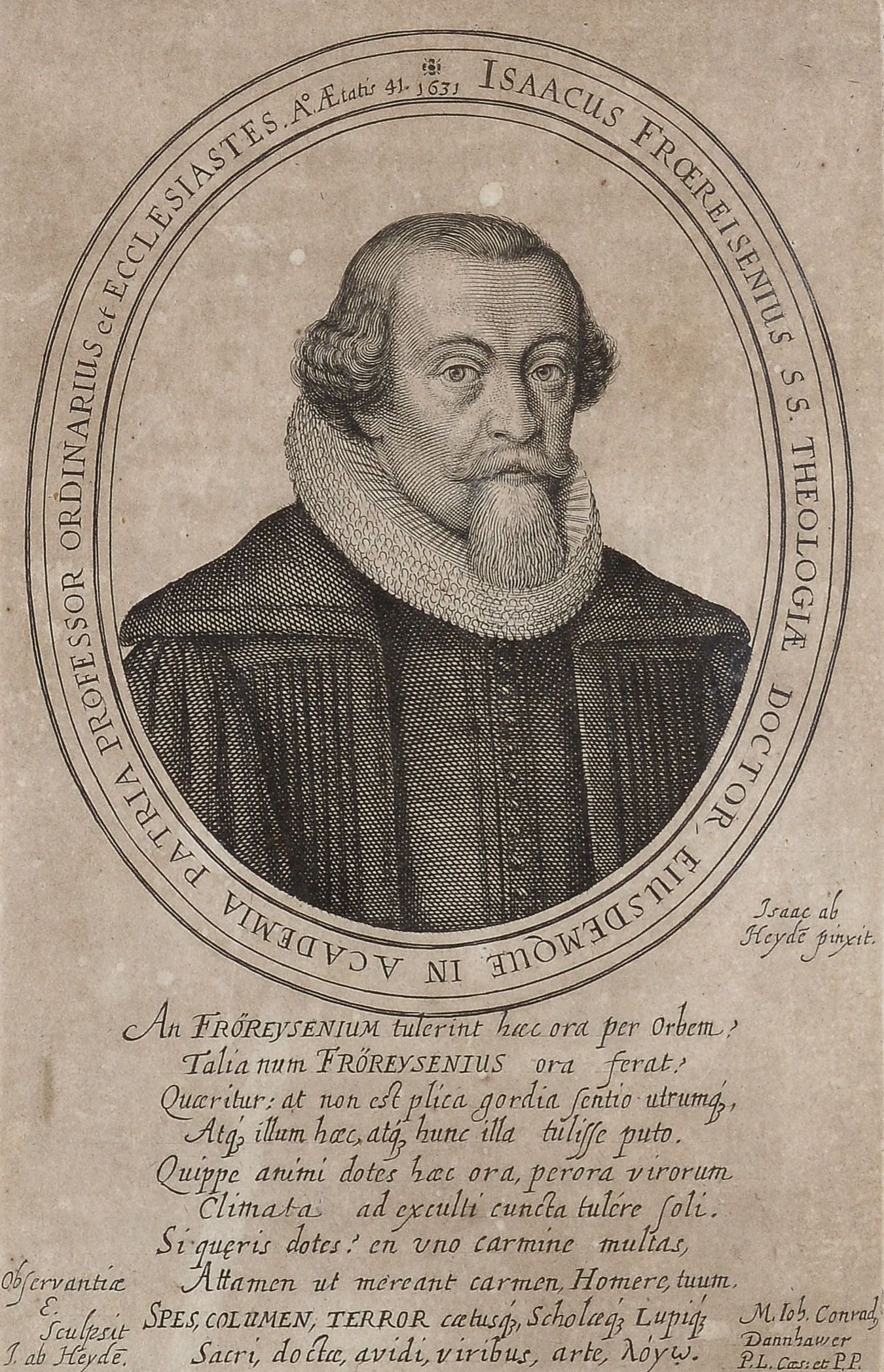
Isaak Fröreisen, Kupferstich von Isaac van der Heyden, 1631

Isaak Fröreisen (* 27. Januar 1590 in Straßburg; † 10. Juni 1632 ebenda) war ein deutscher evangelisch-lutherischer Theologe.

## Leben
Fröreisens Eltern waren der Schuhmacher Michael Fröreisen und dessen Frau Ursula. In seiner Ausbildung wurde er durch verschiedene Stipendien und durch den Straßburger Professor Johann Ludwig Hawenreuter unterstützt. Fröreisen studierte Theologie an den Universitäten in Straßburg, Gießen, Wittenberg, Jena und Tübingen, wo er 1620 promoviert wurde. Ab 1620 war er Professor für Theologie sowie Freiprediger in Straßburg. 1623 heiratete er Ursula Elisabeth, geb. Wanner. Während der erste Sohn früh starb, wurde der zweite Sohn Johann Leonhard Ammeister in Straßburg.
Isaak Fröreisen war mehrfach Rektor und Dekan der Straßburger Akademie.